# Alois Neuschmid
Alois Neuschmid (* 1972 in Tirol) ist ein österreichischer Koch.

## Werdegang
Neuschmid kochte unter anderem bei Hans Haas im Tantris.
2012 wurde sein Restaurant Lois in Rottach-Egern mit einem Michelin-Stern ausgezeichnet. Ende Oktober 2013 wurde das Restaurant wieder geschlossen. Er kochte danach unter anderem im Tannerhof in Bayrischzell.
Mitte 2017 eröffnete er das Bistro Haubentaucher in Rottach-Egern. 2021 wurde es mit einem Michelinstern ausgezeichnet.

## Auszeichnungen
- 2012: Ein Michelinstern für das Lois in Rottach-Egern[3]
- 2021: Ein Michelinstern für das Haubentaucher in Rottach-Egern[4]